# Den gamle lærermodel
Den gamle lærermodel eller Den Gamle Skolereform var den undervisningsmodel som der blev brugt i folkeskolen indtil 2014 hvor Folkeskolereformen blev indført. Selve lærermodellen gik ud på at eleverne skulle undervises inden for nogle bestemte områder, men udover det så havde læreren frie hænder til at forme undervisningen på den måde som han/hun fandt mest lærerig. Desuden skulle læreren ikke selv stå for at sammensætte undervisningen, læren kunne blot benytte sig af den undervisning som stod beskrevet i lærerbogen fra 1960. Efter reformen skulle læren selv stå for at producere undervisningen til sine elever og hjemmeforberedelse blev forbudt.
Den tidligere lærermodel blev oprettet i 1960 hvor det blev besluttet at elever skulle gå i skole i 10 år, i stedet for 7 år. Selve lærermodellen indebar 25 ugentlige skoletimer, som med indførelsen af Folkeskolereformen 2014 blev sat op til 35 ugentlige timer.
Med selve modellen var der ikke noget krav om hvornår eleverne startede i skole, det var skolen der til rette lagde skemaet og skoledagen kunne starte når skolen ønskede det.
Den tidligere lærermodel blev efter Folkeskolereformens indførelse kaldt for Den Gamle Skolereform, hvilket er misvisende da der ikke er tale om en reform, men bare en gammel måde at gøre tingene på.